# Qitang
Qitang (kinesiska: 七塘) är en köping i sydvästra Kina. Den ligger i stadsdistriktet Bishan i storstadsområdet Chongqing, omkring 38 kilometer nordväst om det centrala stadsdistriktet Yuzhong. Antalet invånare är 21185. Befolkningen består av 10 275 kvinnor och 10 910 män. Barn under 15 år utgör 16,0 %, vuxna 15-64 år 66 %, och äldre över 65 år 16,0 %.